# راشو نستروویچ
راشو نستروویچ (سیریلیک صربی: Радослав "Рашо" Нестеровић؛ زادهٔ ۳۰ مهٔ ۱۹۷۶) بازیکن بسکتبال اهل یونان است.

## حرفه
از باشگاه‌هایی که در آن بازی کرده‌است می‌توان به ایندیانا پیسرز، باشگاه بسکتبال المپیاکوس، مینه‌سوتا تیمبرولوز، باشگاه بسکتبال پارتیزان، سن آنتونیو اسپرز، و تورنتو رپترز اشاره کرد.